# Gondenbrett
Gondenbrett är en kommun och ort i Eifelkreis Bitburg-Prüm i förbundslandet Rheinland-Pfalz i Tyskland. Kommunen bildades 1 januari 1971 genom en sammanslagning av kommunerna Gondenbrett, Mehlen bei Prüm, en sammanslagning av Niedermehlen och Obermehlen 7 juni 1969, och Wascheid.
Kommunen ingår i kommunalförbundet Verbandsgemeinde Prüm tillsammans med ytterligare 43 kommuner.